# زراعة باستعمال اللدائن

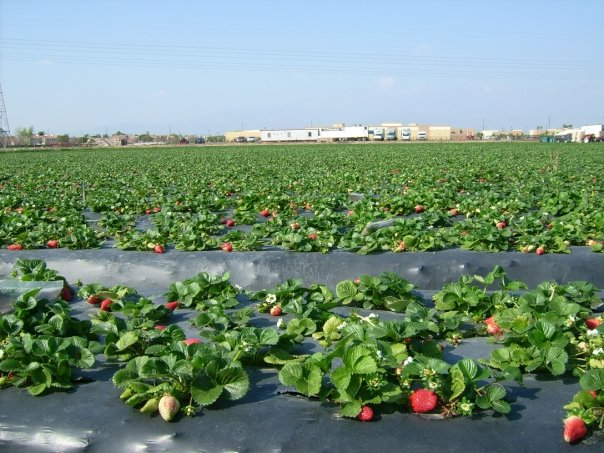

يشير مصطلح الزراعة باستعمال اللدائن إلى ممارسات تُستخدم فيها اللدائن في التطبيقات الزراعية.
وغالبًا ما يشار إلى المواد اللدنة بحد ذاتها على نطاق واسع باسم «إيه جي بلاستيك». تشتمل اللدائن الزراعية على أفلام تبخير التربة وأنابيب الري بالتنقيط وأصص الشتل وأكياس السيلاج، ولكن غالبًا ما يستخدم المصطلح لوصف جميع أنواع أغطية النباتات/ التربة المصنوعة من اللدائن. وتتراوح هذه الأغطية من فيلم الغطاء العضوي اللدائني وأغطية الخطوط والأنفاق ذات السقف العالي والمنخفض (بولي تونلز) إلى الدفيئات الزراعية اللدينة.
يُعد متعدد الإيثيلين (PE/ بّي إي) هو الفلم اللدين الذي يستخدمه غالبية المزارعين بسبب كلفته اليسيرة ولدونته وسهولة تصنيعه. ويوجد بأشكال مختلفة من حيث الثخانة، مثل الشكل قليل الثخانة (إل دي بّي إي) وكذلك الشكل قليل الثخانة الخطي (إل إل دي بّي إي). وهي خاصية يمكن تعديلها عن طريق إضافة عناصر معينة إلى اللدائن ما يعطيه خواص مفيدة لنمو النبات مثل تقليل فقدان الماء وتثبيت الأشعة فوق البنفسجية لتبريد التربة ومنع الحشرات والتخلص من الإشعاع النشط في التمثيل الضوئي بهدف منع نمو الأعشاب الضارة، وعتامة الأشعة تحت الحمراء، وجعله مضادً للرشح/ مضادًا للضباب، والفلورية.

## غطاء الدفيئات والووك -إن تونل
الدفيئة عبارة عن بناء كبير يمكن الوقوف والعمل بداخله مزودٌ بتهوية آلية. الأنفاق ذات السقف العالي، عبارة عن هوب هاوسيز، تُهوّى يدويًا عن طريق طي الجوانب. غالبًا ما تكون أفلام الدفيئات والأنفاق ذات السقف العالي ضمن حدود تتراوح ما بين 80-220 ميكرون من ناحية الثخانة و20 متراً من ناحية العرض، وتتراوح مدة صلاحيتها بين 6 و45 شهرًا تبعًا لعدة عوامل. تُعد أفلام البولي إيثيلين أحادية الطبقة مناسبة أكثر للظروف البيئية غير القاسية، في حين أظهرت الأغطية متعددة الطبقات المكونة من ثلاث طبقات، التي أُدرجت فيها طبقة (إي في إيه 19) بين طبقتين من البولي إثيلين منخفض الكثافة، أداءً أفضل في ظل الظروف القاسية.

## أغطية النفق الصغير
يبلغ عرض أغطية الأنفاق الصغيرة حوالي 1 متر وارتفاعها 1 متر، وتحتوي على فلم من البولي إيثيلين أقل ثخانةً من أفلام أغطية الأنفاق الكبيرة، فيكون عادةً أقل من 80 ميكرون. يكون عمرها أيضًا أقصر من عمر الأنفاق الأضخم منها؛ عادة ما يبلغ عمرها الافتراضي القابل للاستخدام من 6 إلى 8 أشهر. يعد استخدام الأنفاق الصغيرة أقل انتشارًا من كلٍّ من الدفيئات/الوك_إن تونلز الأغلى ثمنًا والأمتن منها، ومن الأغطية اللدينة العضوية الأرخص ثمنًا.

## الغطاء اللدين العضوي
التجليل هو وضع فِلم لدين رقيق على الأرض، وإحداث ثقوب على أبعاد منتظمة على طوله، من أجل زرع البذور فيها، أو وضعها مباشرة على النباتات في مراحل النمو الأولى. تبقى الأفلام في مكانها طوال فترة الزراعة (عادة من 2 إلى 4 أشهر) وعادةً ما تبلغ ثخانتها 80-120 ميكرونًا. تتمثل الوظائف الرئيسية للغطاء باللدين العضوي في الحفاظ على درجة حرارة ثابتة ورطوبة التربة وعزلها، ومنع تبخر الرطوبة منها، وتقليص مدة موسم البذار والحصاد، ومنع نمو الأعشاب الضارة، والحماية من التعرية. يمكن استخدام الأفلام الملونة أو عديمة اللون، والتي يتمتع كلٍّ منها بمزايا وعيوب بالنسبة للنوع الآخر.
تمنع الأفلام السوداء نمو الأعشاب الضارة، ولكنها لا تمرر الضوء لتسخين التربة؛ تنقل الأفلام الشفافة الضوء وتسخن التربة، ولكنها تأجج نمو الأعشاب الضارة. طُورت الأفلام الحساسة للضوء، بأن لُونت لمنع نمو الأعشاب الضارة، ولكنها بقيت تمرر الضوء لتسخين التربة. تكون هذه الأفلام الحساسة للضوء أكثر تكلفة من الأغطية المصنوعة من البولي إيثيلين الشفافة منها والسوداء. يتحكم الغطاء اللدين العضوي بنسبة التبخر من التربة، ويحسن من احتفاظ التربة بالمياه. وقد أُثبت أن الغطاء اللدين العضوي يقلل من متطلبات الري لنبات الفلفل بنسبة 14-29 ٪ بسبب التخلص من تبخر التربة.
ظهر تقلص وقت الإزهار أيضًا في البامية عند استخدام غطاء لدين عضوي أسود؛ وأزهرت النباتات بنسبة 50٪ قبل 3 إلى 6 أيام من النباتات في قطعة الأرض غير المغطاة. ازداد طول النباتات في البامية بشكل كبير عند استخدام الغطاء اللدين العضوي الأسود مقارنة بتلك التي زُرعت في التربة العارية. يشكل الماء المتبخر من التربة ما بين 25 إلى 50٪ من المياه المستخدمة في الري، ويمنع استخدام الغطاء اللدين العضوي تبخر معظم هذا الماء، وبالتالي يقلل من كمية المياه اللازمة لزراعة المحصول. تجعل عملية حفظ الماء هذه من الغطاء اللدين العضوي، مناسبًا للمزارعين في المناطق الجافة وقاحلة المناخ والتي يكون فيها الماء موردًا محدودًا. نظرًا لكونه ثاني أكثر أنواع اللدائن إيه جي المستخدم في العالم، يُقدر حجم اللدين العضوي المستخدم سنويًا بـ 700,000 طن.